# Ricky Stanicky
Ricky Stanicky és una pel·lícula de comèdia estatunidenca del 2024 coescrita i dirigida per Peter Farrelly. La pel·lícula és protagonitzada per Zac Efron, Jermaine Fowler, Andrew Santino, Lex Scott Davis, Anja Savcic, Jeff Ross, William H. Macy i John Cena. La història se centra en un grup d'amics que creen un personatge fals anomenat Ricky Stanicky com a boc expiatori de les seves travessures i, finalment, es veuen obligats a contractar un actor per fer-se passar per en Ricky quan les seves famílies qüestionen la seva existència. Es va estrenar als Estats Units a càrrec d'Amazon MGM Studios a través del seu servei de streaming Prime Video el 7 de març de 2024. Va rebre crítiques en diversos sentits. S'ha subtitulat al català.

## Producció

### Desenvolupament
El maig de 2010, es va informar que James Franco interpretaria el paper principal de Ricky Stanicky, amb un guió escrit per David Occhino. Jason Decker, Jeffrey Bushell i Summit Entertainment es van encarregar de negociar el finançament de la pel·lícula, que seria produïda per Michael De Luca i John Jacobs. El guió de Bushell es va incorporar a la Lliga negra de milions guions no produïts del 2010. El 2012, després que Franco abandonés el projecte, Joaquin Phoenix ho va considerar breument, segons The Hollywood Reporter.
L'abril de 2013, es va informar que, després de considerar el paper durant aproximadament un any, Jim Carrey protagonitzaria Ricky Stanicky per a Summit Entertainment, amb Steve Oedekerk a la direcció, Oedekerk reescrivint el guió amb Bushell, i De Luca i Jacobs com a productors.</ref>

### Preproducció
El setembre de 2022, es va informar que Peter Farrelly dirigiria Ricky Stanicky a principis de 2023 i que estava en converses amb Zac Efron i John Cena per protagonitzar-la. El guió va ser escrit per Farrelly, Brian Jarvis i James L. Freeman, basat en un guió especulatiu original de Bushell i Oedekerk.
El febrer de 2023, es va informar que Amazon havia adquirit els drets mundials de la pel·lícula, que protagonitzaria Efron, Cena i Jermaine Fowler. El 7 de febrer de 2023, es va informar que William H. Macy, Anja Savcic, Andrew Santino i Lex Scott Davis s'havien unit al repartiment. La pel·lícula està produïda per Paul Currie de Footloose Productions, Michael De Luca de Michael De Luca Productions, Thorsten Schumacher de Rocket Science i John Jacobs de Smart Entertainment.

### Rodatge
El rodatge va tenir lloc a la ciutat australiana de Melbourne, els mesos de febrer i març de 2023, fent d'ambientació de Providence (Rhode Island). La pel·lícula va rebre el suport financer dels programes d'incentius d'Austràlia.